# Sami Si Mohamed
Sami Si Mohamed, né le 4 juin 1966, est un athlète algérien, spécialiste du saut à la perche.

## Biographie
Il remporte la médaille d'or du saut à la perche lors des championnats d'Afrique 1989, à Lagos, en franchissant une barre à 4,90 m. En 1991, il remporte le titre des Jeux africains au Caire.

### Palmarès
| Date | Compétition                | Lieu      | Résultat | Épreuve          | Performance |
| ---- | -------------------------- | --------- | -------- | ---------------- | ----------- |
| 1987 | Jeux africains             | Nairobi   | 3e       | Saut à la perche | 4,70 m      |
| 1987 | Championnats arabes        | Alger     | 1er      | Saut à la perche | 4,75 m      |
| 1989 | Championnats d'Afrique     | Lagos     | 1er      | Saut à la perche | 4,90 m      |
| 1989 | Coupe du monde des nations | Barcelone | 9e       | Saut à la perche | 4,60 m      |
| 1991 | Jeux africains             | Le Caire  | 1er      | Saut à la perche | 5,20 m      |
| 1992 | Jeux panarabes             | Lattaquié | 3e       | Saut à la perche | 5,00 m      |

### Records
| Épreuve          | Performance | Lieu      | Date            |
| ---------------- | ----------- | --------- | --------------- |
| Saut à la perche | 5,30 m      | Montgeron | 17 juillet 1994 |